# Арт-Майдан
Арт-Майдан (від англ. art — мистецтво) — масова мистецька акція, яка виникла як рефлексія на навколишні події в грудні 2013 року в Україні. Арт-майдан сформувався як форма культурного протесту в Україні в період грудень 2013р — березень 2014 р. До даної акції долучились митці зі всієї України та із-за кордону. Особливістю акції була її спонтанність та організованість.

## Арт-Майдан в Україні
Фундамент даної акції заклала молодь у грудні 2013 р., яку підтримали досвідчені вже митці- Левко Скоп, Матвій Вайсберг, Борис Егіазарян, Інара Багірова, Віталій Дмитрук. Окрім, того, не всі вважають Арт-Майдан -революційним мистецтвом. Богдан Ворон, мистецтвознавець вважає, що «Революційне мистецтво — це, по-перше, агітаційне мистецтво. Ми не бачимо агітації в нашій експозиції, тут представлена візуальна рефлексія на події, громадянська позиція. Якщо агітаційне мистецтво робить страшне смішним (як висміюють наших політиків зараз), то на Арт-майдані бачимо наївне, щире, емоційне, дуже просте, яскраве і виразне мистецтво. Лаконічними засобами художники показують своє бачення проблеми. Наприклад, погані пташки повинні сидіти в клітках. Відомо звідки взявся такий сюжет, це дуже проста метафора, яку не потрібно пояснювати. Як сказав художник Матвій Вайсберг, з часом з цього всього щось відсіється, але залишиться найкраще, яке можна експонувати в галерейному просторі, що засвідчить Україну світові».

### Рефлексія світу на події в Україні та Арт-Майдан.
Варто також зазначити, що поширення мистецької маніфестації охопило також інші країни. Зокрема у Парижі (Франція) пройшла акція під назвою «Арт-Майдан». Українська діаспора Франції теж вирішила підтримати боротьбу за демократію. Колектив «Євромайдан Париж» організував «Арт-Майдан» — маніфестацію, що супроводжувалась виступами музикантів, співаків, художників та акторів, які підтримують українських протестувальників.
Маніфестація почалась процесією із площі Тараса Шевченка (186, б-р Сан-Жермен, Українська греко-католицька церква), пройшла бульварами Сен-Жермен та Сан-Мішель, і завершилася перед Пантеоном.
Одна з натхненників акції, секретар асоціації Українських студентів у Франції Ірина Когутяк, що вчиться у школі мистецтва і графіки при Сорбонні, шукала якусь творчу родзинку заходу. Проглядала Фейсбук, знайшла сторінку Музею плакату України, серед ночі списалася з редактором журналу «Музеї України», фундатором музею Віктором Тригубом. Виникла ідея відібрати кілька робіт з Конкурсу народного плакату протесту, роздрукувати і попросити маніфестантів тримати їх у руках, йдучи Парижем.